# الکساندر داویدف
الکساندر رومانوویچ داویدف (روسی: Алекса́ндр Рома́нович Давы́дов؛ ۱۹۳۷ — ۱۹۹۱) اَنیماتور، کارگردان فیلم و تصویرگر کارتونی مشهور اهل روسیه بود. وی مدتی در یک مدرسه فیلم‌سازی در هند، فعالیت داشت.
آخرین اثر کاری داویدوف، انیمیشنی به نام «ماجراهای جدید طوطی کشا» در سال ۲۰۰۵ بود.
از فیلم‌ها یا مجموعه‌های تلویزیونی که وی در آن‌ها نقش داشته است، می‌توان به خرگوش و سیب اشاره نمود.
او بابت فعالیت‌هایش، برندهٔ جوایز فراوانی شده بود که از آن میان، می‌توان به جایزه نیکا اشاره کنیم.